# Giuliano Razzoli
Giuliano Razzoli, född 18 december 1984 i Reggio nell'Emilia, är en italiensk skidåkare som tävlar i alpina världscupen och främst i slalom. Han debuterade i världscupen den 18 december 2006 i Alta Badia. Vid OS i Vancouver 2010 tog Razzoli ett OS-guld i slalom. I världscupsammanhang har han vunnit två gånger, den senaste den 19 mars 2011 i Lenzerheide.